# 裂颖雀稗
裂颖雀稗（学名：Paspalum fimbriatum）为禾本科雀稗属下的一个种。

## 扩展阅读
- 維基物種上的相關：裂颖雀稗